# Gandajika flygplats
Gandajika flygplats (franska: Aéroport de Gandajika) var en flygplats vid staden Ngandajika eller Gandajika i Kongo-Kinshasa, nedlagd i början av 1980-talet. Den låg i den dåvarande provinsen Kasaï-Oriental (numera Lomami), i den centrala delen av landet, 1 000 km öster om huvudstaden Kinshasa. Gandajika flygplats låg 798 meter över havet. IATA-koden var GDJ och ICAO-koden FZWC.